# District de Banda
Pour les articles homonymes, voir Banda.
Le district de Banda (en hindi : बांदा जिला) est une unité administrative de la division de Chitrakoot dans l'État de l'Uttar Pradesh, en Inde.

## Géographie
Le centre administratif du district est Banda.
La superficie du district est de 4 408 km2 et la population était en 2011 de 1 799 410 habitants.

## Division administrative
L'État est divisé en quatre tahsils : Banda, Naraini, Baberu et Atarra ; ainsi que huit blocs de développement :
- Badokhar-khurd
- Jaspura
- Tindwari
- Naraini
- Mahua
- Baberu
- Bisanda
- Kamasinfrom

## Géographie
Les principaux fleuves sont : 
- le Baghein avec ses nombreux ruisseaux et affluents, dont les principaux sont le Ranj, le Madrar el Barar, le Karehi, le Banganga et le Barua,
- la Yamuna et ses affluents : Ken, Bhahein i Paisuni.

Les principaux reliefs sont formés par les plaines d'altitude de Vindhya, au nord desquelles se forme la montagne de Vindhyachal.

## Lieux et monuments
- Fort Kalinjar
- Fort de Bhuragarh
- Fort de Rangarh
- Khatri Pahar
- Citerne du Nawab
- Temple de Bamdeo
- Temple de Maheshwari Devi
- Quatre piliers de pierre à Kairada.

## Sources
- (ca) Cet article est partiellement ou en totalité issu de l’article de Wikipédia en catalan intitulé « Districte de Banda » (voir la liste des auteurs).